# Facelina zhejiangensis
Facelina zhejiangensis is een slakkensoort uit de familie van de Facelinidae. De wetenschappelijke naam van de soort is voor het eerst geldig gepubliceerd in 1990 door Lin & You.